# Juan Mosto
Juan Alfonso Mosto Domecq (Lima, 23 de enero de 1936 - Ciudad de México, 19 de diciembre de 2014) fue un compositor y cantante peruano de música criolla llamado El Poeta de la Canción. También fue futbolista del Sport Boys en la década de 1950.

## Biografía
Nació el 23 de enero de 1936, en el distrito de Chorrillos, Lima. Sus padres fueron Miguel Mosto Pinasco y Rebeca Domecq Ayllón. Sus estudios los hizo en el colegio "Zarumilla" del Distrito de Magdalena. 
Con 16 años inicia su producción artística con la composición "Cabecita blanca" dedicada a su madre. Entre 1957 y 1959 fue futbolista del Sport Boys logrando con este club el Campeonato Peruano de Fútbol de 1958. En el año de 1962 contrajo matrimonio en la Ciudad de Lima con Marina Viale Fiestas, piurana de nacimiento, el día 6 de octubre, tuvieron 3 hijos Juan Carlos Martín, Maritza Cecilia y Ángela María Mosto Viale.
En 1968 participó en el "Festival de Trujillo", logrando un tercer puesto con el vals "Mi Mundo". Al año siguiente en el antiguo "Festival de Ancón", ocupó el segundo lugar con la composición "Dos Caminos". Ese mismo año vuelve a intervenir en el "Festival de Trujillo" y logra el primer puesto con el vals "Dime". Y en 1970 ganó el "Festival de Ancón" con el vals "Que importa". Fue nuevamente ganador del Festival de Trujillo de 1974, con "Quiero que estés conmigo", y del Festival de Barranco de 1985 con "Vamos a hacer el amor con amor".
Compositor del vals "Qué importa", fue además conductor del programa radial "Así canta el Perú" en Radio Nacional y de los programas televisivos "Así nació mi canción" en Canal 4 y "Fina Estampa" en Canal 7. También ha escrito dos libros: "Poeta de la canción" y "Canciones de Juan Mosto". Compuso también el vals titulado "Victor Raúl de los Pobres", dedicado al célebre político peruano. Recibió de parte del gobierno peruano las "Palmas Magisteriales Artísticas", en el Grado de Maestro Distinguido.
Su último álbum fue  “El llanto de mi voz”, el número doce de su producción musical.
Sus composiciones han sido grabadas por intérpretes de la talla de Eva Ayllón, Bartola, Jesús Vásquez, Esther Granados, Edith Barr, Maritza Rodríguez, Lucha Reyes, Aurora Alcalá, Veronikha, Los Kipus, Los Chamas, Miguelito Cañas, Juan Castro Nalli, Lucía de la Cruz, Lorenzo Humberto Sotomayor, Los Hermanos Trigo, Los Morochucos, Pepe Torres, Arturo "Zambo" Cavero y Óscar Avilés.
Vivía en la Ciudad de México. El 11 de junio de 2014 fue homenajeado por la embajada de Perú en México como reconocimiento a su trayectoria artística y profesional. Falleció el 19 de diciembre del mismo año en México, a causa del cáncer de próstata que padecía.